# Font del Marge
La font del Marge és una font al passeig del Roure, a sota del bosc de Can Llopart, al municipi de la Palma de Cervelló (Baix Llobregat). L'aigua de la font després de transcórrer canalitzada uns vint metres apareix en un pèlag artificial i d'allà va a parar a la riera de La Palma o de Rafamans. Aquesta font va ser inaugurada la dècada del 1990, com una iniciativa popular proposada pel grup de medi ambient el Pèlac i amb l'autorització de l'ajuntament de Cervelló, abans de la segregació de la Palma l'any 1998. És un espai molt visitat pels veïns del poble, ja que està a menys de cinc minuts de qualsevol punt del nucli urbà. A l'estiu és un lloc ideal a primera hora del matí per la fresca que li proporciona l'obaga d'aquest bosc i pel cant del rossinyol que acompanya a aquestes hores.